# Trevor Meier
Trevor Meier (* 7. Juli 1973 in Oakville, Ontario) ist ein ehemaliger schweizerisch-kanadischer Eishockeyspieler. Bekannt wurde er insbesondere als Spieler des SC Bern und HC Lugano, mit denen er 1997 und 2010 bzw. 1999 den Schweizer Meistertitel gewann. Im Laufe seiner Karriere spielte Meier zudem für den SC Herisau, Lausanne HC, die SCL Tigers, den EV Zug und den HC Ambrì-Piotta.
Für die Schweizer Eishockeynationalmannschaft absolvierte er zwei Länderspiele. Meier bestritt ebenfalls mehrere Länderspiele im Dress der kanadischen Nationalmannschaft.

## Erfolge und Auszeichnungen
- 1997 Schweizer Meister mit dem SC Bern
- 1999 Schweizer Meister mit dem HC Lugano
- 2010 Schweizer Meister mit dem SC Bern